# Liste der Straßburger Ammeister
Die Liste der Straßburger Ammeister umfasst alle Ammeister der Straßburger Verwaltung  vom XIV bis zum XVIII Jahrhundert. Je nach Quellenangabe gibt es verschiedene Namensvarianten.

## Geordnet nach Jahrhunderten

### XIV Jahrhundert
- 1349 : Hans Betscholt
- 1350 : Heirich Gire
- 1351 : Claus Schnyder
- 1352 : Hermann in Kirchgass
- 1353 : Rüllin Kremer
- 1354 : Johans Heilmann
- 1355 : Jacob Fryburger
- 1356 : Goetz Wilhelm
- 1357 : Conrad Boppe
- 1358 : Claus Schnyder
- 1359 : Peter Eblin

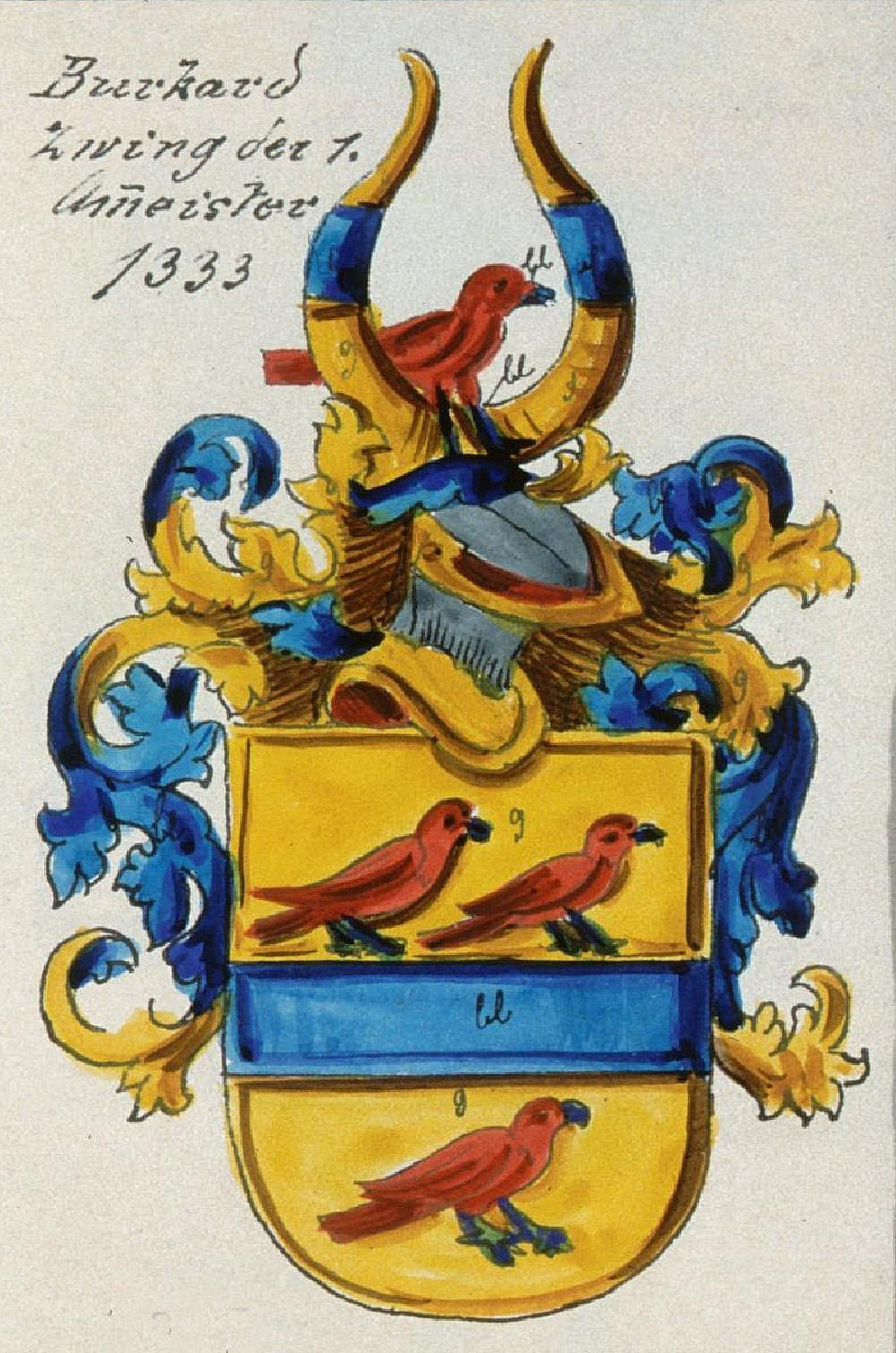
Burkard Zwing, der 1. Ammeister (1333)

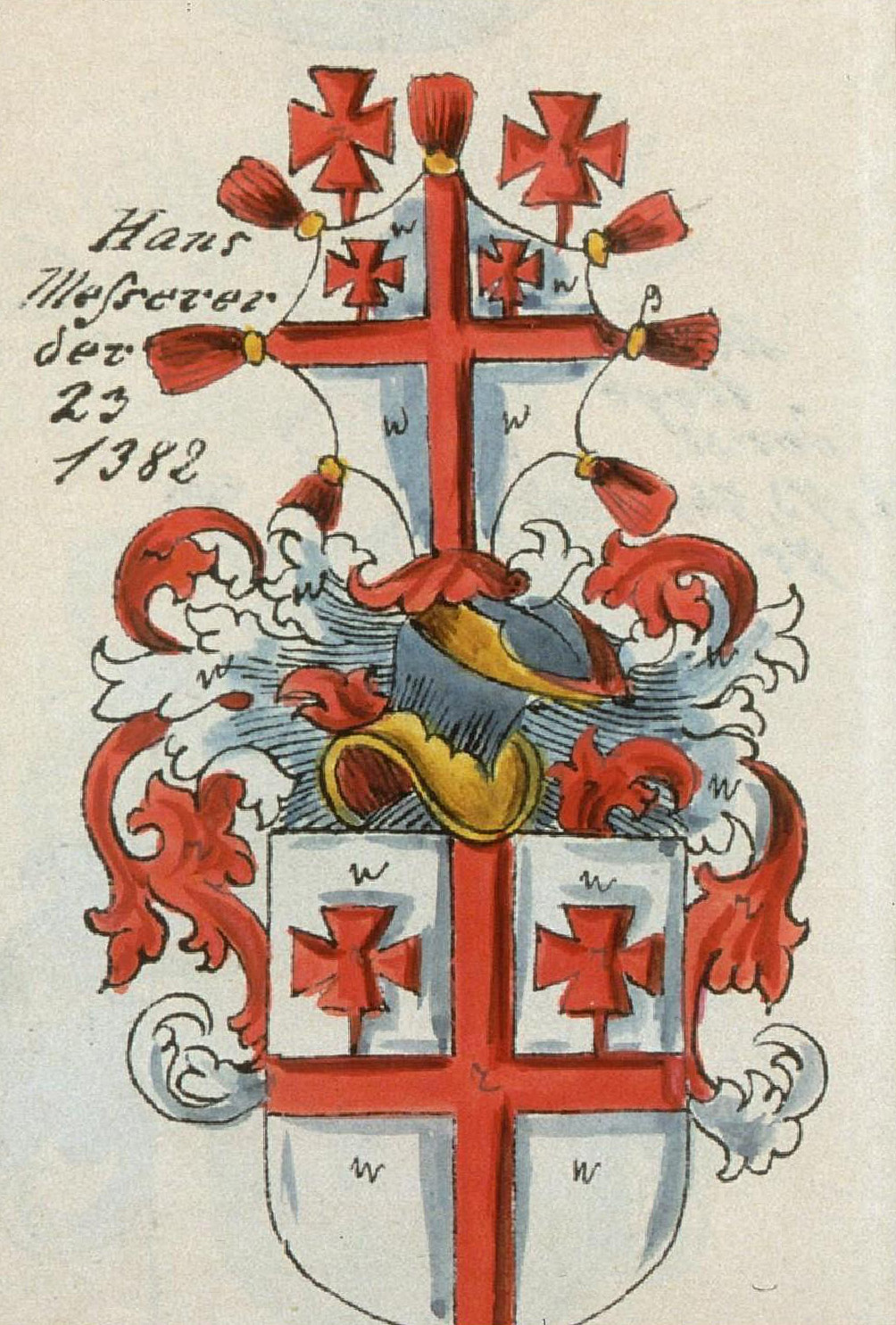
Hans Messerer, der 23. Ammeister (1382)

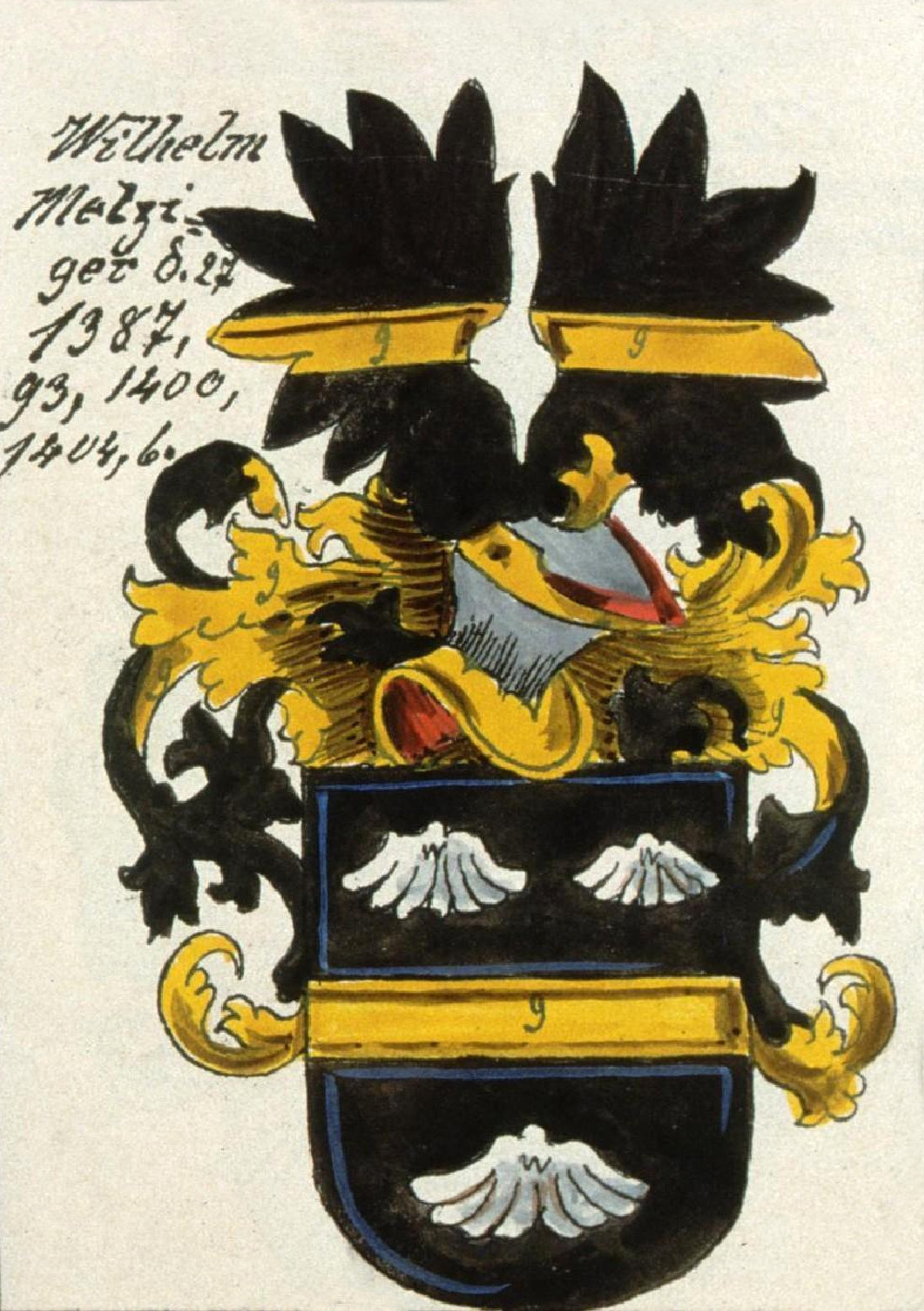
Wilhelm Metziger, der 27. Ammeister (1387, 1393, 1400, 1404, 1406)

- 1360 : Johans Kurnagel, auch von Rosseburg
- 1361 : Rüllin Kremer
- 1362 : Johans Heilmann
- 1363 : Johans von Munoltzheim
- 1364 : Goetz Wilhelm
- 1365 : Albrecht Schalck
- 1366 : Cuntz Müller
- 1367 : Johans Heilmann
- 1368 : Rudolf Wahssicher
- 1369 : Johans Kürnagel, auch von Rosseburg
- 1370 : Johans Cantzler
- 1371 : Goetz Wilhelm
- 1372 : Heintz Arge
- 1373 : Heintz Arge
- 1374 : Heintz Arge
- 1375 : Heintz Arge
- 1376 : Heintz Arge
- 1377 : Heintz Arge
- 1378 : Heintz Arge
- 1379 : Johans Cantzler
- 1380 : Philipps Hans
- 1381 : Walther Wahssicher
- 1382 : Johans Messerer
- 1383 : Johans Cantzler
- 1384 : Conrad von Geispoltzheim
- 1385 : Claus Meyer
- 1386 : Heinrich Lymer
- 1387 : Wilhelm Metziger
- 1388 : Andres Heilmann
- 1389 : Heinrich Kranich
- 1390 : Conrad Armbruster
- 1391 : Conrad von Geispoltzheim
- 1392 : Contz Müller
- 1393 : Heinrich Lymer
- 1394 : Wilhelm Metziger
- 1395 : Claus Baermann
- 1396 : Ulrich Kid
- 1397 : Heinrich Kranich
- 1398 : Conrad Armbruster
- 1399 : Rüllin Barpfennig
- 1400 : Wilhelm Metziger

### XV Jahrhundert
- 1401 : Peter Sunner
- 1402 : Ulrich Kid
- 1403 : Johans Heilmann
- 1404 : Wilhelm Metziger
- 1405 : Rüllin Barpfennig
- 1406 : Wilhelm Metziger
- 1407 : Johans Heilmann
- 1408 : Ulrich Kid
- 1409 : Rüllin Barpfennig
- 1400 : Michel Melbrü
- 1411 : Johans Heilmann
- 1412 : Johans Meier
- 1413 : Rüllin Barpfennig
- 1414 : Michel Melbrü
- 1415 : Johans Betscholt
- 1416 : Johans Lumbart
- 1417 : Hug Dritzehen
- 1418 : Ulrich Kid
- 1419 : Rüllin Barpfennig
- 1420 : Claus Gerbot
- 1421 : Johans Betscholt
- 1422 : Claus Melbrüge
- 1423 : Claus Schanlüt
- 1424 : Jacob von Geispoltzheim
- 1425 : Johans Lumbart
- 1426 : Rüllin Barpfennig
- 1427 : Hug Dritzehen
- 1428 : Adam Ryff
- 1429 : Claus Melbrü
- 1430 : Claus Schanlüt
- 1431 : Johans Staheler
- 1432 : Albrecht Schalck
- 1433 : Hug Dossenheim
- 1434 : Jacob von Geispoltzheim
- 1435 : Hans Gerbot
- 1436 : Conrad Armbruster
- 1437 : Lienhardt Drachenfels
- 1438 : Albrecht Schalck
- 1439 : Claus Melbrü
- 1440 : Claus Schanlüt
- 1441 : Jacob von Geispoltzheim
- 1442 : Hans von Meistersheim
- 1443 : Lienhardt Drachenfels
- 1444 : Albrecht Schalck
- 1445 : Adam Ryff
- 1445 : Heinrich Meyer
- 1446 : Claus Schanlüt
- 1447 : onrad Armbruster
- 1448 : Jacob Wurmser
- 1449 : Lienhardt Drachenfels
- 1450 : Albrecht Schalck
- 1451 : Heinrich Meyer
- 1452 : Hans Drachenfels
- 1453 : Hans Melbrü
- 1454 : Jacob Wurmser
- 1455 : Conrad Armbruster
- 1455 : Wilhelm Betscholt
- 1456 : Albrecht Schalck
- 1457 : Heinrich Meyer
- 1458 : Hans Drachenfels
- 1459 : Hans Melbrü
- 1460 : Jacob Wurmser
- 1461 : Wilhelm Betscholt
- 1462 : Hans Lumbart
- 1463 : Jacob Ammelung
- 1464 : Hans Drachenfels
- 1465 : Heinrich Arge
- 1466 : Claus Baumgarter
- 1467 : Conrad Ryff
- 1468 : Hans Lumbart
- 1468 : Hans von Berse
- 1469 : Jacob Ammelung
- 1470 : Peter Schott
- 1471 : Heinrich Arge
- 1472 : Claus Baumgarter
- 1473 : Conrad Ryff
- 1474 : Hans von Berse
- 1475 : Jacob Ammelung
- 1476 : Peter Schott
- 1477 : Heinrich Arge
- 1478 : Claus Baumgarter
- 1479 : Conrad Ryff
- 1480 : Hans von Berse
- 1481 : Jacob Ammelung
- 1482 : Peter Schott
- 1483 : Mattern Drachenfels
- 1484 : Conrad von Duntzenheim
- 1485 : Conrad Ryff
- 1486 : Max Kerling
- 1487 : Jacob Ammelung
- 1488 :  Peter Schott
- 1489 : Mattern Drachenfels
- 1490 : Claus Baumgarter
- 1491 : Andres Hapmacher
- 1492 : Max Kerling
- 1493 : Jacob Ammelung
- 1494 : Goetz von Hohenburg
- 1495 : Claus Weydelich
- 1496 : Jacob Wisebach
- 1497 : Andres Hapmacher
- 1498 : Jacob Wurm
- 1499 : Obrecht Armbruster
- 1500 : Andres Drachenfels

### XVI Jahrhundert

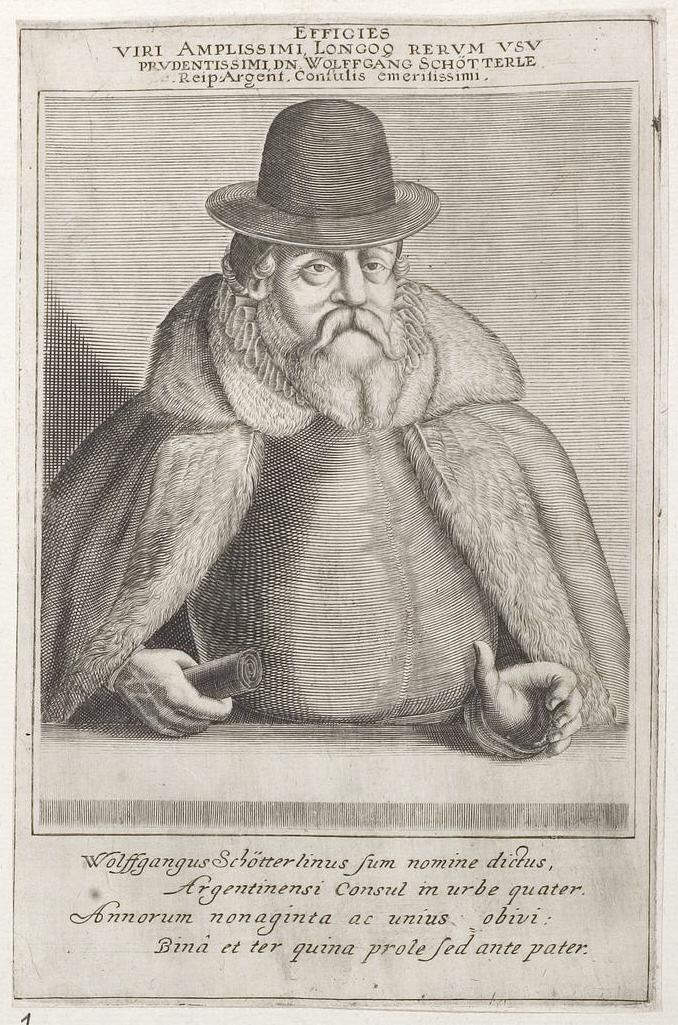
Wolfgang Schütterlin

- 1501 : Florentz Rumeler
- 1502 : Jacob Wisebach
- 1503 : Andres Hapmacher
- 1504 : Peter Arge
- 1505 : Conrad von Duntzenheim
- 1506 : Andres Drachenfels
- 1507 : Florentz Rumeler
- 1508 : Jacob Wisebach
- 1508 : Heinrich Ingolt
- 1509 : Gotfrid von Hohenburg
- 1500 : Peter Arge
- 1511 : Conrad von Duntzenheim
- 1512 : Andres Drachenfels
- 1513 : Florentz Rumeler
- 1514 : Heinrich Ingolt
- 1515 : Gotfrid von Hohenburg
- 1516 : Peter Arge
- 1517 : Conrad von Duntzenheim
- 1518 : Andres Drachenfels
- 1519 : Jacob Baumgarter
- 1519 : Claus Kniebs
- 1520 : Philips von Utenheim
- 1521 : Gotfrid von Hohenburg
- 1522 : Martin Hoerlin
- 1523 : Conrad von Duntzenheim
- 1524 : Andres Drachenfels
- 1524 : Daniel Müg
- 1525 : Claus Kniebs
- 1526 : Philips von Utenheim
- 1527 : Mathis Pfarrer
- 1528 : Martin Herlin
- 1529 : Conrad von Duntzenheim
- 1530 : Daniel Müg
- 1531 : Claus Kniebs
- 1532 : Hans Lindenfels
- 1533 : Mathis Pfarrer
- 1534 : Martin Herlin
- 1535 : Mathis Gyger
- 1536 : Daniel Müg
- 1537 : Claus Kniebs
- 1538 : Hans Lindenfels
- 1539 : Mathis Pfarrer
- 1540 : Martin Herlin
- 1541 : Mathis Gyger
- 1542 : Beats von Duntzenheim
- 1543 : Simon Franck
- 1544 : Hans Lindenfels
- 1545 : Mathis Pfarrer
- 1546 : Martin Herlin
- 1547 : Mathis Gyger
- 1548 : Jacob von Duntzenheim
- 1549 : Jacob Meyer
- 1550 : Michel Heuss
- 1551 : Mathis Pfarrer
- 1552 : Lux Mösinger
- 1553 : Hans Hammerer
- 1554 : Jacob von Duntzenheim
- 1554 : Hans von Berss
- 1555 : Jacob Meyer
- 1556 : Michel Heuss
- 1556 : Georg Lymer
- 1557 : Mathis Pfarrer
- 1558 : Carle Müg
- 1559 : Hans Hammerer
- 1560 : Hans von Berss
- 1561 : Jacob Meyer
- 1562 : Georg Lymer
- 1563 : Mathis Pfarrer
- 1564 : Carol Müg
- 1565 : Hans Hammerer
- 1566 : Hans von Berss
- 1567 : Jacob Meyer
- 1567 : Johan Carol Lorcher
- 1568 : Abraham Heldt
- 1569 : Michel Liechtensteiger
- 1560 : Carol Müg
- 1571 : Hans Hammerer
- 1572 : Wolfgang Schütterlin
- 1573 : Johan Carol Lorcher
- 1574 : Abraham Heldt
- 1575 : Michel Liechtensteiger
- 1576 : Mathes Wickser
- 1577 : Jacob von Molssheim
- 1578 : Wolfgang Schütterlin
- 1579 : Johan Carol Lorcher
- 1580 : Abraham Heldt
- 1581 : Michel Liechtensteiger
- 1582 : Matheus Wickser
- 1583 : Niclaus Fuchs
- 1584 : Wolfgang Schütterlin
- 1585 : Johan Carol Lorcher
- 1586 : Abraham Heldt
- 1587 : Michel Liechtensteiger
- 1588 : Matheus Wickser
- 1589 : Niclaus Fuchs
- 1590 : Wolfgang Schütterlin
- 1591 : Hans von Hohenburg
- 1592 : Abraham Heldt
- 1593 : Philips Wörlen
- 1594 : Jacob Kips
- 1595 : Niclaus Fuchs
- 1596 : Heinrich Obrecht
- 1597 : Hans von Hohenburg
- 1598 : Christoph IV Städel
- 1599 : Philips Wörlen
- 1600 : Jacob Kips

### XVIIe Jahrhundert
- 1601 : Heinrich Baumgarter
- 1602 : Heinrich Obrecht
- 1603 : Hans von Hohenburg
- 1604 : Christoph IV Städel
- 1605 : Philips Wörlen
- 1606 : Jacob Kips
- 1607 : Heinrich Baumgarter
- 1608 : Peter Storck
- 1609 : Ulrich Mürssel
- 1610 : Christoph IV Städel
- 1611 : Mathis Stoeffelin
- 1612 : Wolf Grünwaldt
- 1613 : Heinrich Baumgarter
- 1614 : Peter Storck
- 1615 : Ulrich Mürssel
- 1616 : Christoph IV Städel
- 1617 : Mathis Stoeffelin
- 1618 : Mathaeus Geiger
- 1619 : Fridrich Held

- 1620 : Peter Storck
- 1621 : Ulrich Mörsel
- 1622 : Christoph IV Städel
- 1623 : Johann Hellerer
- 1624 : Matheus Geiger

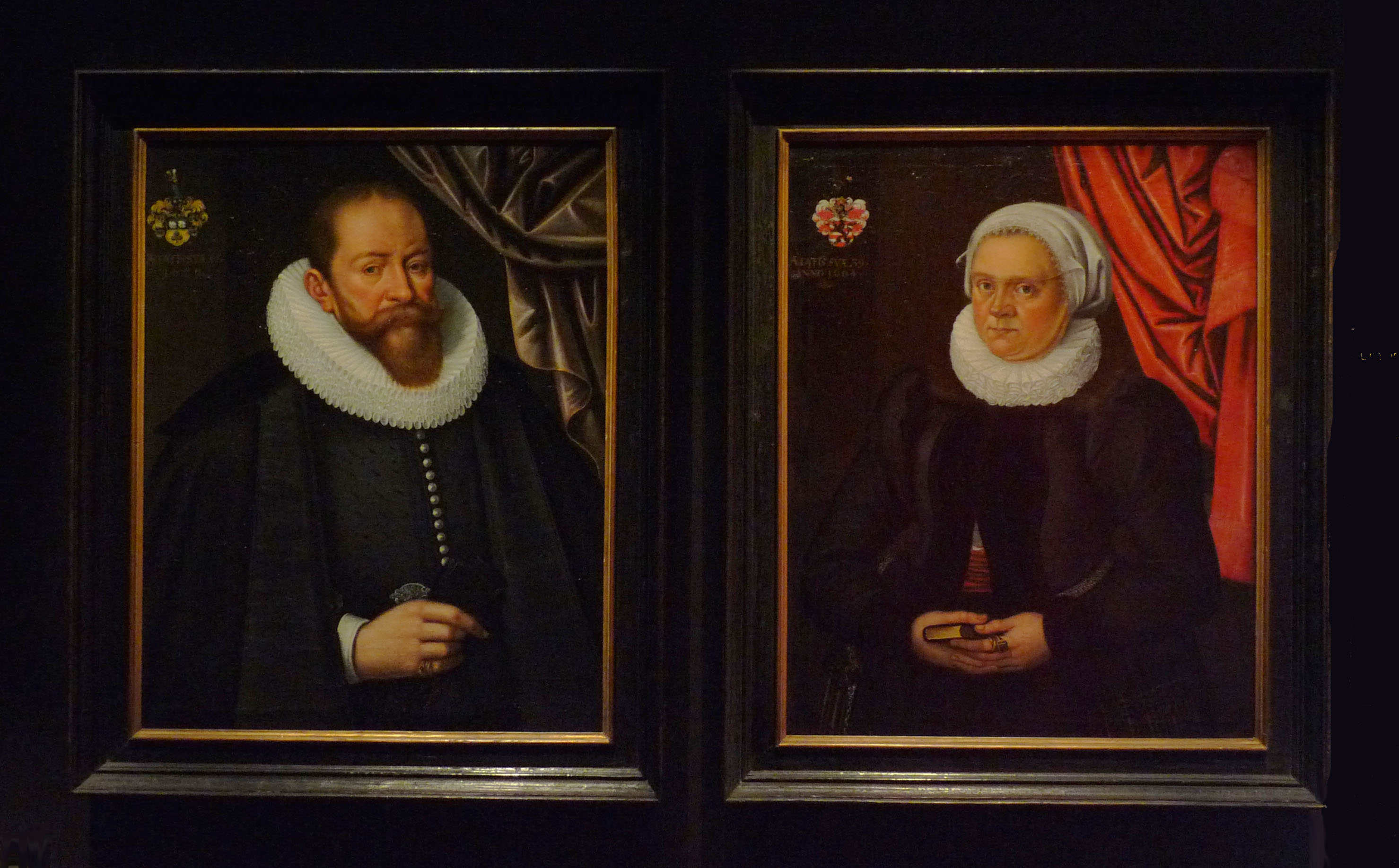
Der Ammeister Carl Spielmann (1564–1631) und seine Frau Anna Scheid (Historisches Museum Straßburg)

- 1625 : Carle Speilmann (Carl Spielmann ?)
- 1626 : Daniel Ringler
- 1627 : Matheus Braun
- 1628 : Georg Müg
- 1629 : Johann Hellerer
- 1630 : Christoph V Städel
- 1631 : Heinrich Drausch
- 1632 : Daniel Ringler
- 1633 : Hans Peter Storck
- 1634 : Georg Müg
- 1635 : Hans Jacob Meyer
- 1636 : Christoph V Städel
- 1636 : Jochem Prackenhoffer
- 1637 : Tobias Städel
- 1638 : Daniel Ringler
- 1639 : Madeus Stemler
- 1640 : Georg Mieg
- 1641 : Hans Jacob Meyer
- 1642 : Jochem Prackenhoffer
- 1643 : Tobias Städel
- 1644 : Johann Wencker
- 1645 : Madeus Stemler
- 1646 : Balthasar Bischoff
- 1647 : Hans Jacob Meyer
- 1648 : Jochum Brackenhoffer
- 1649 : Friderich Reisseissen
- 1650 : Johann Wencker
- 1651 : Madeus Stemler
- 1652 : Valentine Storck
- 1653 : Hans Jacob Meyer
- 1654 : Jochum Brackenhoffer
- 1655 : Christoph Städel
- 1656 : Johann Wencker
- 1657 : Madeus Stemler
- 1658 : Andreas Brackenhoffer
- 1659 : Johann Reisshoffer
- 1660 : Dominique Dietrich
- 1661 : Christoph Städel
- 1662 : Carl Egger
- 1663 : Nikolaus Juntha
- 1664 : Andreas Brackenhoffer
- 1665 : Johann Richshoffer
- 1666 : Dominique Dietrich
- 1667 : Christoph Städel
- 1668 : Karl Eggen
- 1669 : Nikolaus Juntha
- 1670 : Andreas Brackenhoffer
- 1671 : Johann Richshoffer
- 1672 : Dominique Dietrich
- 1673 : Daniel Wencker
- 1674 : Karl Eggen
- 1675 : Johann Gaspard Bernegger
- 1675 : Friedrich Schütterlin
- 1676 : Andreas Brackenhoffer
- 1677 : Franciscus Reisseissen
- 1678 : Dominique Dietrich
- 1679 : Johann Leonhard Fröreisen
- 1680 : Josias Städel
- 1681 : Jean-Frederic Würtz
- 1682 : Jacques Wencker
- 1683 : François Reisseissen
- 1684 : Dominique Dietrich
- 1685 : Jean-Léonard Fröreisen
- 1686 : Josias Städel
- 1687 : Jean-Frederic Würtz
- 1688 : Jacques Wencker
- 1689 : François Reisseissen
- 1690 : Lucas Weinemer
- 1691 : Daniel Richshoffer
- 1692 : Josias Städel
- 1693 : Jean-George Hecker
- 1694 : Jacques Wencker
- 1695 : François Reisseissen
- 1696 : Lucas Weinemer
- 1697 : Jean-Raimbaut Friderici
- 1698 : Josias Städel
- 1699 : Jean-George Hecker
- 1700 : Jacques Wencker

### XVIII Jahrhundert
- 1701 : François Reisseissen
- 1702 : Jean-Thiébaut Reiss
- 1703 : Jean-Raimbaut Friderici
- 1704 : Jean-Sebastien Gambs
- 1705 : Jean-George Hecker
- 1706 : Jacques Wencker
- 1707 : François Reisseissen
- 1708 : Jean-Thiébaut Reiss
- 1709 : Jean-Raimbaut Friderici
- 1710 : François-Joseph Scherer
- 1711 : Jérémie-Adam Leitersperger
- 1712 : Jacques Wencker
- 1713 : Jean-Jacques Richshoffer
- 1714 : Jean-Thiébaut Reiss
- 1715 : Jean-Raimbaut Friderici
- 1716 : François-Joseph Scherer
- 1717 : Jérémie-Adam Leitersperger
- 1718 : Daniel-Andre König
- 1719 : Jean-Jacques Richshoffer
- 1720 : Jean-Thiébaut Reiss
- 1721 : Jean-Raimbaut Friderici
- 1722 : Jean-George Denner
- 1723 : Andre Lemp
- 1724 : Jean-George Giesing
- 1725 : Philippe-Gaspard Leitersperger
- 1726 : Jean-Thiébaut Reiss
- 1727 : Jean-Raimbaut Friderici
- 1727 : François-Joseph Geiger
- 1728 : Jean-George Denner
- 1729 : Elie Brackenhoffer
- 1730 : Jean-George Giesing
- 1731 : Philippe-Gaspard Leitersperger
- 1732 : Jean-François Merckel
- 1733 : François-Joseph Geiger
- 1734 : Jean-Frederic Oesinger
- 1735 : François-Arnaud Goujon
- 1736 : Jean-George Giesing
- 1736 : Jacques Wencker
- 1737 : Jean-Jacques Richshoffer
- 1738 : Jean-Frederic Hammerer
- 1739 : François-Joseph Geiger
- 1740 : Jean-Valentin Beyerlé
- 1741 : Jean-Henri Faber
- 1742 : Jacques Wencker
- 1743 : Jean-Jacques Richshoffer
- 1744 : Jean-Frederic Hammerer
- 1745 : Jean-George Denner
- 1746 : Jean-Valentin Beyerlé
- 1747 : Jean-Henri Faber
- 1748 : Jean-Frederic Faust
- 1749 : Jean-Jacques Richshoffer
- 1750 : Jean-Frederic Hammerer
- 1751 : Jean-George Denner
- 1752 : Jean-George Langhans
- 1753 : Jean-Henri Faber
- 1754 : Jean-Frederic Faust
- 1755 : Jean-Jacques Richshoffer
- 1756 : Paul-Geoffroi Gambs
- 1757 : Jean-Léonard Kien
- 1758 : Jean-George Langhans
- 1759 : Jean Dietrich
- 1760 : Jean-Frederic Faust
- 1761 : Jean-Jacques Richshoffer
- 1762 : Paul-Geoffroi Gambs
- 1763 : Jean-Léonard Kien
- 1764 : Jean-George Langhans
- 1765 : François-Joseph Nicart
- 1766 : Jean-Frederic Faust
- 1767 : Philippe-Jacques Franck
- 1768 : Paul-Geoffroi Gambs
- 1769 : Jean-Léonard Kien
- 1770 : François-Joseph Engelmann
- 1771 : François-Joseph Nicart
- 1772 : Jean-Frederic Faust
- 1773 : Philippe-Jacques Franck
- 1774 : François-Xavier-Alexis Poirot
- 1775 : Jean-Léonard Kien
- 1776 : François-Joseph Engelmann
- 1777 : François-Joseph Nicart
- 1778 : Jean-Frederic Faust
- 1779 : Philippe-Jacques Franck
- 1780 : François-Xavier-Alexis Poirot
- 1781 : Jean Lemp
- 1782 : François-Joseph Engelmann
- 1783 : Mathias-Nicolas Zaeppfel
- 1784 : Jean de Türckheim
- 1785 : François-Joseph Nicart
- 1786 : François-Xavier-Alexis Poirot
- 1787 : Jean Lemp
- 1788 : Louis Zaeppfel
- 1789 : Mathias-Nicolas Zaeppfel
- 1789 : François-Xavier-Alexis Poirot

## Verbundene Artikel
- Straßburg
- Geschichte Straßburgs